# Стјепко Шубић
Стјепко Шубић (око 1215. - 6. август 1274.) је био брибирски и трогирски кнез из породице Шубић. 

## Биографија

### Почетне године владавине
Стјепко Шубић се на историјској сцени појављује на почетку владавине угарског краља Беле IV. Он је био син Стјепана I Шубића, а синовац Григорија I Шубића. Стјепко је стајао на челу града Трогира, док је његов брат, Јаков, владао у брибирској жупи. Стјепко се на челу Трогира први пут јавља 1239. године. Истовремено постаје начелник Сплита Гарган де Арсигнис. То је време када је у овом граду претегла латинска странка Томе Архиђакона, познатог хроничара. Тома је подржавао Гаргана и помогао му да се домогне власти у Сплиту. Сплит је тако престао бирати хрватске великаше за управитеље града. На почетку владавине, Стјепко се обрачунао са кнезом Домалдом из реда Сначића, заклетим непријатељем Шубића. Потпомогнут четама краља Беле и херцега Коломана, Стјепко наноси пораз војсци Домалда и његовог брата Божина. 
Након победе над Домалдом, Стјепко је уредио своје односе са Сплитом. Споразум између два града потписан је 11. јула 1239. године и предвиђао је десетогодишњи мир, заједничке акције на копну и на мору. Трогирани су помагали Сплићане у рату против омишких кнезова Качића (1239-1240). Битке су вођене како на копну, тако и на острвима Хвар и Брач. Качиће су тада водила браћа Приблислав и Осор, док је у Хуму владао кнез Тољен, потомак Мирослава Завидовића.
Улседио је монголски напад на Угарску. Краљ Бела је након пораза угарске војске побегао у Далмацију. Брибирски кнезови пружили су му уточиште, чега се он сећа у једној повељи из 1251. године. Стјепко га је дочекао у Трогиру и ставио му на располагање своје снаге. Сплит краљу није хтео дати брод којим би се склонио на острва, због чега је касније Бела назвао Трогир "највернијим градом" у Далмацији. 

### Сплитско-трогирски рат
На лето 1242. године вођен је крвави грађански рат између Трогира и Сплита. Бела је Стјепку, као награду за верну службу, даровао одређене поседе, од којих су неки били имовина града Сплита. Међу њима се нашао и Острог. На челу сплитске општине по избијању рада налазио се кнез Иван од Модруша. Рат између Сплита и Трогира у ствари је био рат краљевске и противкраљевске странке. Стјепко, представник краљевске странке, однео је победу у одсудној поморској бици. Сплићани су се потом обратили за помоћ босанском бану Матеју Нинославу, те су заједно са њим нападали на трогирске винограде. Међутим, сам Трогир Матеј Нинослав није успео освојити, те се повукао у Босну, остављајући у Сплиту свога представника. Бела је послао војсковођу Дионисија, славонског бана, да казни Сплит. Дионисију су се придружили Трогирани, кнез Стјепко, шибенички кнез Данијел Шубић, кнез Нелипић и други великаши. Војска се обрела пред Сплитом и присилила град на предају. Мир је потписан 19. јула 1244. године. Хумски кнез Андрија и Матеј Нинослав проглашени су за неверне вазале, а Сплит је присиљен платити ратну одштету. 

### Каснија владавина
Стјепко се два пута помиње у првој половини 1245. године, оба пута као кнез Трогирски. Помени Стјепка везани су за боравак краља Беле у Далмацији. Стјепко је у наредним годинама помагао обнову Угарске, коју је Бела спроводио након монголских разарања. Стјепко је 1246-1247. године био шибенички кнез. Следећи пут се Стјепко среће у историјским изворима у повељи краља Беле од 23. новембра 1251. године. Краљ овом повељом потврђује поседовање брибирске жупе Стјепку и Јакову (синовима кнеза Стјепана), Григорију и Данијелу (синовима кнеза Прибиње) и Обраду, као и синовима кнеза Будислава. Стјепко је 7. фебруара 1263. године постао потестат града Шибеника.  Умро је 6. августа 1274. године. 

## Потомство
Стјеко је имао тројицу синова и две ћерке: 
- Павле I Шубић (око 1245 - 1. мај 1312.)
- Јурај I Шубић (око 1247 - 1303)
- Младен I Шубић (око 1255 - 1304)
- Станислава Шубић (1. мај 1242 - 1321)
- Јелена Шубић